# How Do You Do It?
How Do You Do It? is een liedje dat is geschreven door de Engelse liedjesschrijver Mitch Murray. Het nummer werd in 1963 een hit in de versie van Gerry & the Pacemakers.
De zanger vraagt zijn geliefde hoe het haar lukt om hem verliefd te maken. Als hij dat weet, kan hij dezelfde truc bij haar uithalen.

## Geschiedenis van het nummer
Het nummer werd eerst aangeboden aan de zanger Adam Faith, maar die zag er niets in. George Martin, de latere producer van The Beatles, vond het een leuk nummer, en probeerde The Beatles over te halen om het op te nemen. De groep, die toen buiten Liverpool nog nauwelijks bekend was, zag er weinig in. Het nummer leek te veel op het standaardrepertoire dat in die tijd gebruikelijk was. The Beatles wilden met iets nieuws komen. Op 4 september 1962 namen ze het nummer toch op in de Abbey Road Studios in Londen, tegelijk met hun eigen nummer Love Me Do. Het was de eerste opnamesessie waar Ringo Starr als drummer optrad.
The Beatles zagen veel meer in hun eigen nummer, en dat werd uiteindelijk ook hun eerste single en met een 17e plaats in de UK Singles Chart ook hun eerste hitje.
De Beatles-versie van How Do You Do It? werd voor het eerst uitgebracht op het verzamelalbum Anthology 1 van 1995.
De bezetting van het nummer was:
- John Lennon, zang, slaggitaar
- Paul McCartney, zang, basgitaar
- George Harrison, achtergrondzang, sologitaar
- Ringo Starr, drums

George Martin, die overtuigd was van de hitpotentie van het nummer, zocht een nieuwe gegadigde voor How Do You Do It? Dat werd Gerry Marsden van Gerry & the Pacemakers, ook een groep uit Liverpool en net als The Beatles gemanaged door Brian Epstein. Op 22 januari 1963 zette de groep het nummer op de plaat en volgde daarbij nauwkeurig het voorbeeld van The Beatles. Martin had hun die opname laten horen. De plaat, de eerste van Marsden en zijn groep, kwam in maart 1963 op de markt en haalde de eerste plaats in de UK Singles Chart. De opvolger van dit nummer,  I Like It, die in mei 1963 uitkwam, was ook geschreven door Mitch Murray en haalde ook de eerste plaats.
In de Verenigde Staten kwam het nummer pas uit in juli 1964. Daar haalde het in september van dat jaar de negende plaats in de Billboard Hot 100.
In Nederland haalde How Do You Do It? de 29e plaats, maar wel samen met een coverversie door Rob de Nijs.

## NPO Radio 2 Top 2000
How Do You Do It? stond alleen in 1999 in de NPO Radio 2 Top 2000, op plek 1913.

## Een coverversie
Behalve door Rob de Nijs is het nummer ook opgenomen door The Supremes op hun lp A Bit of Liverpool uit 1964, waarop elf Britse hits uit de vroege jaren zestig staan.